# Nottingham Open 2002
Il Nottingham Open 2002 è stato un torneo di tennis giocato sull'erba. È stata la 16ª edizione del Nottingham Open, 
che fa parte della categoria International Series nell'ambito dell'ATP Tour 2002.
Si è giocato al Nottingham Tennis Centre di Nottingham in Inghilterra, dal 17 al 23 giugno 2002.

## Campioni

### Singolare
Jonas Björkman ha battuto in finale  Wayne Arthurs con il punteggio di 6–2, 6(5)–7, 6–2

### Doppio
Mike Bryan /  Mark Knowles hanno battuto in finale  Donald Johnson /  Jared Palmer con il punteggio di 0–6, 7–6(3), 6–4